# Катастрофа L-049 под Петричем
Катастрофа L-049 под Петричем — крупная авиационная катастрофа, произошедшая в среду 27 июля 1955 года. Авиалайнер Lockheed L-049 (L-149) Constellation израильской авиакомпании El Al выполнял международный пассажирский рейс LY 402 по маршруту Лондон—Париж—Вена—Тель-Авив, но во время перелёта из Вены в Тель-Авив после прохождения Белграда (Югославия) из-за сложных погодных условий отклонился к востоку и оказался над территорией Болгарии, где его перехватили болгарские истребители. У болгарско-греческой границы истребители открыли по авиалайнеру огонь на поражение, в результате чего он рухнул на землю в 9 километрах к северо-востоку от Петрича. Погибли все находящиеся на его борту 58 человек — 51 пассажир и 7 членов экипажа.
На тот момент это была крупнейшая по масштабу авиакатастрофа в стране. Также вплоть до настоящего времени эта катастрофа остается крупнейшей в истории израильской авиации.

## Самолёт
Разбившийся самолёт изначально был выпущен как военная модель Lockheed C-69 Constellation и 11 мая 1945 года поступил в армию США, где получил бортовой номер 43-10316. 31 марта 1947 года его отставили от военной службы, а 11 марта 1948 года переделали в гражданскую модель Lockheed L-049 Constellation, присвоив при этом новый регистрационный номер N90829. В 1948 году был передан панамской авиакомпании Lineas Aereas de Panama (борт RX-121), а в 1949 году — авиакомпании Intercontinent Airways. В апреле 1951 года лайнер был выкуплен израильской авиакомпанией El Al, в которой получил новый бортовой номер 4X-AKC и впоследствии был модернизирован до модели L-149.

## Экипаж и пассажиры
- Командир воздушного судна (КВС) — 35-летний Стэнли Р. Хинкс (англ. Stanley R. Hinks).
- Второй пилот — 40-летний Пинчас Бен-Порат (англ. Pinchas Ben-Porat, ивр. פנחס בן-פורת‎).
- Бортинженер — 34-летний Сидни С. Чалмерс (африк. Sidney C. Chalmers).
- Бортрадист — 25-летний Рафаэль Р. Голдманн (англ. Raphael R. Goldmann, ивр. רפאל גולדמן‎).
- Бортпроводники:
  - Леон Э. Тиссер (нем. Leon E. Tisser), 33 года — старший бортпроводник.
  - Альберт А. Альхадафф (англ. Albert A. Alkhadaff, ивр. אלברט אלחדאף‎).
  - Сара Ачаркан (англ. Sarah Acharkan, ивр. שרה אחרקן‎), 27 лет.

| Гражданство             | Пассажиры | Экипаж | Всего |
| ----------------------- | --------- | ------ | ----- |
| США                     | 12        | 0      | 12    |
| Австрия                 | 1         | 0      | 1     |
| Великобритания          | 3         | 1      | 4     |
| Канада                  | 4         | 0      | 4     |
| Франция                 | 6         | 0      | 6     |
| ФРГ                     | 4         | 1      | 5     |
| Израиль                 | 11        | 4      | 15    |
| Польша                  | 1         | 0      | 1     |
| СССР                    | 4         | 0      | 4     |
| ЮАР                     | 3         | 1      | 4     |
| Швеция / Великобритания | 1         | 0      | 1     |
| Не указано              | 1         | 0      | 1     |
| Всего                   | 51        | 7      | 58    |

## Катастрофа
Самолёт выполнял международный пассажирский рейс LY 402 по маршруту Лондон—Париж—Вена—Тель-Авив. В 20:15 GMT 26 июля 1955 года рейс 402 вылетел из Лондона и затем без происшествий приземлился в Париже, а после в Вене. В 02:53 27 июля лайнер с 51 пассажиром и 7 членами экипажа на борту вылетел из аэропорта Швехат.
Следуя по воздушному коридору «Амбер 10» (англ. Amber 10, магнитный курс 161°), экипаж в 04:33 (при расчётном 04:36) доложил о прохождении Белграда (Югославия) на эшелоне 18 000 футов (5500 м). Следующим пунктом обязательного донесения (ПОД) был Кралево, который, однако, не имеет радиомаяка, а затем — Скопье, после которого коридор «Амбер 10» поворачивал влево и следовал далее по магнитному курсу 142°. В 05:10 экипаж доложил о прохождении Скопье, а в 05:28 — о пересечении югославско-греческой границы
В 05:37 диспетчеры в Афинском центре управления воздушным движением внезапно услышали сигнал бедствия с борта 4X-AKC, о чём сообщили в аэропорт Лод (Тель-Авив). Затем поступило сообщение, что близ болгарской деревни Цербанова (Tserbanova) разбился самолёт, о чём также было передано в Тель-Авив. Рейс LY 402 рухнул на землю на территории НР Болгария в 3,5 километрах юго-восточнее слияния рек Струмица и Струма, к северу от города Петрич. Все 58 человек на его борту погибли. На тот момент по масштабу это была крупнейшая авиакатастрофа в стране.

## Расследование

### Изучение обломков
Катастрофа произошла на территории Болгарии близ болгарско-греческой границы, поэтому расследование проводила болгарская комиссия. Также, в соответствии с международной практикой, в Израиле была сформирована миссия, которая должна была направиться в Болгарию для участия в расследовании, о чём сообщили в посольство Болгарии в Тель-Авиве. Затем для экономии времени израильские следователи направились сразу в Грецию, где остановилась в деревне Кула (Kula) в 14 километрах от границы, а в Софию был сделан запрос, чтобы визы выдали в посольстве в Афинах. Ответ из Софии затягивался, а израильские следователи тем временем 28 и 29 июля опросили местных жителей. Также район катастрофы просматривался с греческой территории, и было отмечено большое число грузовых автомобилей, которые увозили части самолёта из поля зрения.
Лишь 30 июля израильтяне получили визы, но численность группы была ограничена до 3 человек, а время их пребывания — до заката солнца. В ходе предварительного изучения обломков были сделаны следующие выводы:
1. Некоторые части лайнера были перемещены с мест падения.
2. Изоляционная подкладка фюзеляжа была сорвана, что позволяло увидеть внутреннее пространство конструкции.
3. Имелись многочисленные отверстия различных диаметров, которые из-за дефицита времени изучить не удалось.
4. Были убраны все части тел погибших, багаж и личные вещи.
5. Отсутствовало и не было доступно для изучения почти всё кабинное оборудование, включая радио, приборы и панели электросистем. Удалось найти лишь указатель радиокомпаса, а также несколько полностью разбитых радиостанций.

Отверстия на обломках ясно свидетельствовали, что самолёт был расстрелян, поэтому израильские следователи сделали запрос на разрешение взять интервью у очевидцев, особенно лётчиков истребителей, которые по сути были единственными свидетелями событий в небе, а также военного командования округа. Кроме того, был сделан запрос на доступ к удалённым обломкам. На всё это София ответила молчанием, лишь предоставив выводы из отчёта болгарской комиссии, которые подтвердили версию, что рейс LY 402 был сбит болгарскими истребителями.

### Навигационное оборудование на маршруте
В 14:00 1 августа 1955 года израильские следователи после получения виз прибыли в Югославию в составе 4 человек.
Последний радиомаяк, который прошёл рейс 402, располагался в Белграде, а его мощность составляла 1500 Вт. Мощность радиомаяка в Скопье достигала уже 1200 Вт. Оба они выдавали чёткий сигнал в радиусе 70-80 морских миль (130-150 километров), но дистанция между ними составляла 177 морских миль (328 километров), и на этом участке не было никаких других радиомаяков для коррекции курса. Далее у югославско-греческой границы находился ПОД Гевгелия, который также не имел радиомаяка. Следующий ближайший радиомаяк на маршруте находился в Салониках, что в 107 милях (198 километрах) от Скопье. Мощность последнего радиомаяка составляла 350 Вт, но, по сообщениям от экипажей авиакомпании Pan American, его радиус действия был небольшим из-за горной местности.

### Погодные условия
На участке от Белграда до Кралево ожидалась переменная облачность с нижней границей около 2000 футов (610 м) и вершинами 8000 футов (2400 м), но после на участке до Скопье уже была гроза с мощными кучевыми облаками, отдельные вершины которых достигали 25 000 футов (7600 м).
Также на маршруте прогнозировался западный ветер со скоростью до 20 узлов, однако по данным на 05:00 над южной Югославией и северной Грецией были следующие ветра: 10 000 футов (3000 м) — 270° 35 узлов, 18 000 футов (5500 м) — 260° 70 узлов. В 09:00 по данному маршруту на эшелоне 12 500 футов (3800 м) пролетел самолёт авиакомпании JAT, экипаж которого сообщил о ветре 270° 78 узлов.
В целом было отмечено 2 погодных фактора, которые повлияли на данный полёт: наличие на маршруте грозы и быстрое и непрогнозируемое усиление западного ветра с 20 до 70 узлов.

### Анализ полёта

#### В небе над Югославией
До Белграда полёт проходил без отклонений, а в том, что Белград действительно был пройден, следователи даже не сомневались, так как диспетчер сообщил, что когда экипаж доложил об этом, в небе был слышен шум винтов их самолёта. Далее лайнер направился вдоль коридора «Амбер 10» по магнитному курсу 161°. Экипаж получил разрешение выполнять полёт на эшелоне 17 500 футов (5300 м), при этом на высоте 18 000 футов (5500 м) прогнозировался западный ветер 270° 20 узлов. Во избежание бокового сноса влево экипаж должен был повернуть вправо на 4°, то есть следовать с фактическим магнитным курсом 165°. Время полёта от Белграда до Скопье по плану было 44 минуты, то есть Скопье рейс 402 должен был по расчётам пройти в 05:17. Однако фактически о прохождении этого пункта экипаж докладывает в 05:10, то есть спустя 37 минут.
Учитывая, что на второй части маршрута фактический ветер на эшелоне был 260° 70 узлов, о чём экипаж не знал, следователи определили, что во время доклада о прохождении Скопье самолёт на самом деле уже уклонился вправо, к востоку от установленной трассы и ещё даже не достиг траверза Скопье. Это могло произойти не только из-за ветра, но и из-за грозы на маршруте, которая давала статические помехи, в результате чего радиокомпасы стали выдавать неверные показания. Так как полёт проходил в облаках, экипаж не мог видеть наземные ориентиры и по ним определить своё местонахождение. Также есть вероятность, что пилоты решили обойти грозу с востока, но из-за сбоя в показаниях приборов в результате статических помех не смогли вернуться на трассу.
Решив, что Скопье пройден, пилоты выполнили поворот влево, следуя теперь с магнитным курсом 146° (курс трассы 142° плюс поправка вправо на 4° из-за западного ветра), а в 05:28, то есть через 18 минут, доложили о пересечении югославской границы. Экипаж считал, что входит в воздушное пространство Греции, но следователи пришли к выводу, что лайнер на самом деле в этот момент был в 26 морских милях (48 километрах) от греческой границы, зато совсем близко от болгарской. Через несколько минут рейс 402 оказался над территорией Болгарии. Это подтверждали и показания югославских очевидцев.

#### Версия болгарской стороны
Болгарские следователи заявили, что израильский самолёт пересёк югославско-болгарскую границу в районе города Трын, а затем проник вглубь страны на 40 километров, после чего, повернув на юг, прошёл несколько городов. К югу от города Станке Димитров он был перехвачен двумя истребителями МиГ-15 ВВС Болгарии, которые, следуя установленным международным правилам, попытались приземлить авиалайнер. Однако экипаж продолжал полёт на юг, что было расценено как попытка к бегству, поэтому была дана небольшая очередь по самолёту, в результате чего тот получил некоторые повреждения. Повторная атака привела к более серьёзным повреждениям конструкции, поэтому экипаж, повернув на север, принял решение о вынужденной посадке в долине реки Струма, либо на замеченном ими заброшенном аэродроме.
Но израильские следователи отказались принять версию болгарской стороны, ведь тогда получалось, что опытный экипаж после Белграда на протяжении 147 миль (272 километров), то есть 41 минуту, должен был лететь по курсу 135°, что было сложно не заметить, так как 80 миль из них полёт проходил в зоне действия белградского радиомаяка. К тому же было непонятно, почему экипаж уже над Болгарией повернул на юг, что не было указано в плане полёта, а затем без каких-либо причин доложил о прохождении греческой границы. Когда болгарские истребители якобы дали указания на принудительную посадку, экипаж безоружного пассажирского самолёта, рискуя своими пассажирами, отказался выполнять этот приказ. К тому же сообщение от болгарских военных о посадке должно было даваться на установленной международной частоте, но югославские и греческие авиадиспетчеры заявили, что не слышали никаких сообщений на этой частоте.

#### Атака

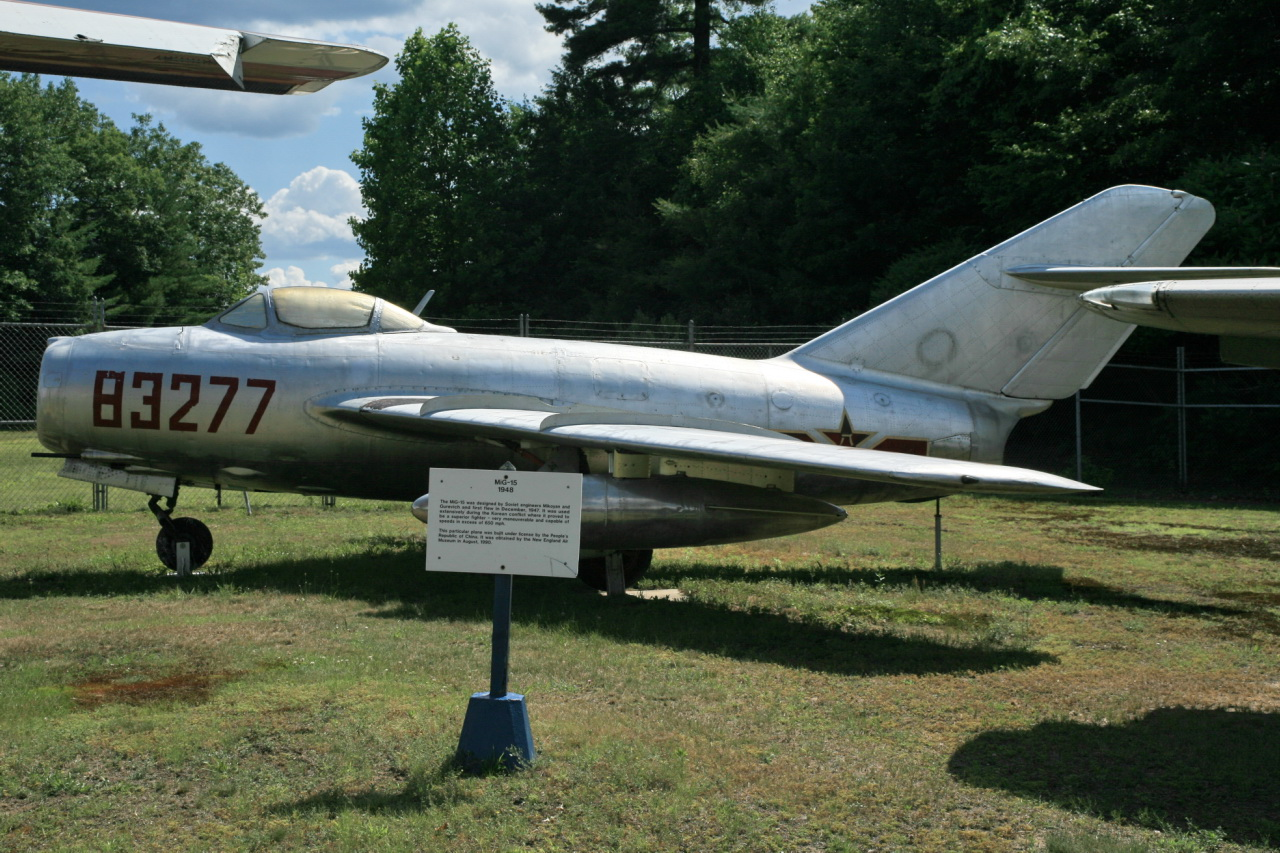
МиГ-15

Три югославских свидетеля сообщили, что видели большой авиалайнер, который летел над Болгарией в юго-восточном направлении, когда к нему с востока подошли два истребителя, один из которых занял позицию между пассажирским самолётом и югославско-болгарской границей, а другой стал кружить вокруг. Раздался шум пулемётной очереди, но никаких признаков попадания видно не было. Затем раздалась ещё более продолжительная пулемётная очередь, после чего авиалайнер начал постепенно снижаться и скрылся за горой высотой 6000 футов (1800 м). По версии израильских следователей, хоть первоначальные повреждения рейса 402 были небольшими, но его герметичность оказалась нарушена, поэтому экипаж и начал снижение, при этом за 17 миль опустился на 10 000 футов (3000 м), для чего он должен был замедлиться до 150 узлов, а над горой прошёл в 05:36 на высоте 8000 футов (2400 м).
Дальнейшие события наблюдали очевидцы с территории Греции, которые увидели, как близ горы с северо-восточной стороны показался самолёт, у которого после второй очереди в районе корневой части правого крыла показался дым, поэтому было начато быстрое управляемое снижение. В этот момент в 05:37 экипаж и сообщил в Афины сигнал бедствия. Непонятно только, почему о чрезвычайной ситуации не сообщалось сразу после разгерметизации, но возможно, что экипаж ещё не понял, что случилось, и пытался определить причину. Лишь когда истребители второй раз выпустили очередь, израильский экипаж понял, что их расстреливают.
К югу от Петрича и после пересечения реки Струмица лайнер повернул к северо-востоку, так как к северу между двух холмов располагался заброшенный аэродром. В это время некоторые греческие очевидцы заметили два реактивных истребителя, летевших над бортом 4X-AKC, но один из них исчез, когда лайнер повернул на север, а второй продолжал следовать рядом. Затем раздалась уже третья пулемётная очередь, после чего сразу прогремел мощный взрыв — сдетонировало авиатопливо в крыльевых баках. На высоте 2000 футов (610 м) пассажирский самолёт разрушился на части и его обломки рухнули на северо-западный склон холмов и на западном берегу реки Струва, в 9 километрах северо-восточнее Петрича, и быстро сгорели. Обломки были разбросаны на площади в 35 000 м².

## Уцелевшие письма

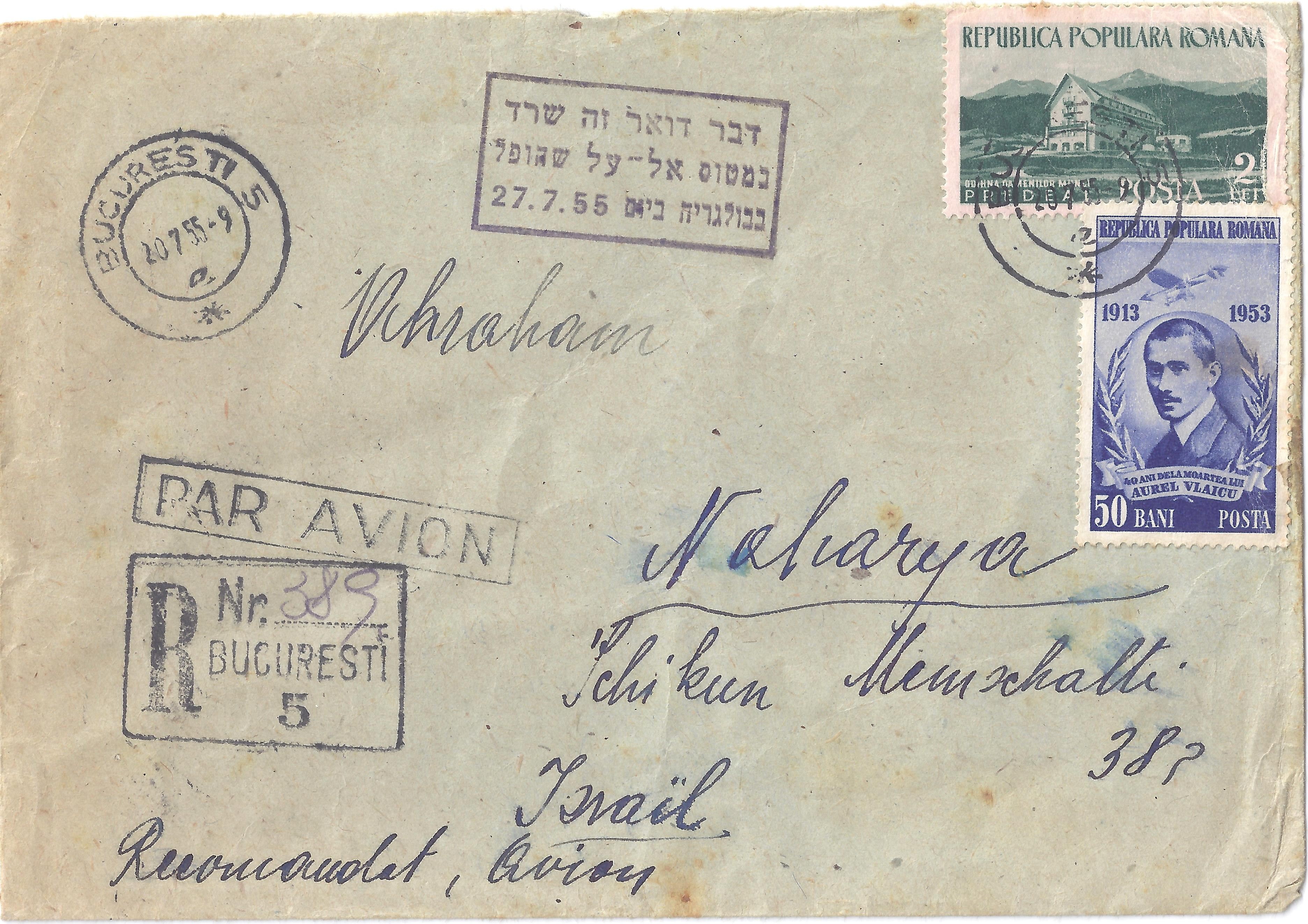
Катастрофная почта с рейса 402

На борту рейса 402 находился груз почты и некоторые письма уцелели в катастрофе. Эти письма были доставлены адресатам, но при этом на них был поставлен штемпель с надписью: «Это письмо уцелело на борту самолёта El Al, сбитого 27.7.1955 над Болгарией».

## Последствия
Болгарская сторона принесла официальное извинение за уничтожение израильского самолёта, указав, что лётчики истребителей приняли «слишком поспешное решение». Через 8 лет после катастрофы (в 1963 году) болгарские власти согласились выплатить компенсацию семьям погибших в размере 195 000 долларов.